# Joe Barry Carroll
Joe Barry Carroll (ur. 24 lipca 1958 w Pine Bluff) – amerykański koszykarz, środkowy, uczestnik meczu gwiazd NBA.

## Osiągnięcia
Na podstawie, o ile nie zaznaczono inaczej.
NCAA
- Mistrz Konferencji Big Ten (1979)
- Uczestnik NCAA Final Four (1980)[4]
- Finalista turnieju NIT (1979)[5]
- Wybrany do
  - I składu:
    - składu All-American (1980)[6]
    - turnieju:
      - NCAA Final Four (przez AP - 1980)[7]

    - All-Big Ten (1979–1980)

  - III składu All-American (przez AP, NABC - 1979)
- Laureat nagrody – Red Mackey Award (1980)

Włochy
- Mistrz Włoch (1985)[8]
- Zdobywca Pucharu Koracia (1985)[8]

NBA
- Uczestnik meczu gwiazd NBA (1987)[1]
- Wybrany do I składu debiutantów NBA (1981)[9]
- Zawodnik tygodnia NBA (23.01.1983)[10]

Reprezentacja
- Zwycięzca turnieju World Invitational (1978)[11]
- Uczestnik Spartakiady w Wilnie (1979 – 5. miejsce)[11]